# Großer Preis von Monaco 1968
Der Große Preis von Monaco 1968 (offiziell XXVI Grand Prix Automobile de Monaco) fand am 26. Mai auf dem Circuit de Monaco in Monte Carlo statt und war das dritte Rennen der Automobil-Weltmeisterschaft 1968.

## Berichte

### Hintergrund
Nach dem tödlichen Unfall von Lorenzo Bandini im Jahr zuvor war die Hafenschikane des Grand-Prix-Kurses von Monaco entschärft und die Renndistanz von 100 auf 80 Runden verkürzt worden. Dennoch trat die Scuderia Ferrari nicht zu dem Rennen an, angeblich, weil sie diese Sicherheitsverbesserungen für nicht ausreichend hielt.
Das Team Lotus meldete zwei Wagen, die von Graham Hill und Jackie Oliver gefahren wurden. Die beiden Lotus 49 zeigten Ansätze aerodynamischer Modifikationen an Front und Heck. Dies waren die ersten Anzeichen für umfangreiche Entwicklungen, die im weiteren Verlauf der Saison folgen sollten.
Bei B.R.M. war geplant, Chris Irwin als Nachfolger des tödlich verunglückten Werksfahrers Mike Spence zu verpflichten, doch ein schwerer Unfall im Training zum 1000-km-Rennen auf dem Nürburgring am Wochenende vor dem Monaco-GP beendete Irwins Rennfahrerkarriere. Stattdessen erhielt Richard Attwood das freie Cockpit.
Da Jackie Stewart sich weiterhin von Verletzungen erholte, die er bei einem Formel-2-Rennen erlitten hatte, erhielt Formel-1-Debütant Johnny Servoz-Gavin die Chance, ihn im Matra-Kundenteam Tyrrell zu vertreten. Das Matra-Werksteam trat erstmals mit einem selbst entwickelten V12-Motor an.
Brian Redman war am Wochenende des Monaco-GP beim parallel stattfindenden 1000-km-Rennen von Spa-Francorchamps aktiv und wurde daher im Cooper-Werksteam von Lucien Bianchi vertreten. Denis Hulme hatte ebenfalls anderweitige Verpflichtungen beim Qualifying zum Indianapolis 500, schaffte es jedoch, während des Wochenendes zwischen Monaco und Indianapolis hin und her zu pendeln.

### Training
Hill sicherte sich die Pole-Position mit 0,6 Sekunden Vorsprung vor dem beeindruckenden Debütanten Servoz-Gavin. Die zweite Startreihe teilten sich Joseph Siffert und John Surtees. Jochen Rindt und Attwood qualifizierten sich für die dritte Reihe.
Dan Gurney und Ludovico Scarfiotti hatten als Werksfahrer eine Teilnahmegarantie in dem aus Sicherheitsgründen auf 16 Fahrzeuge begrenzten Starterfeld. Daher qualifizierten sich die Privatfahrer Joakim Bonnier und Silvio Moser nicht für das Rennen, obwohl sie schnellere Trainingszeiten erzielt hatten.

### Rennen
Servoz-Gavin übernahm zunächst die Spitze und erlebte somit die drei einzigen Führungsrunden seiner Formel-1-Karriere, denn bereits in der vierten Runde verunglückte er infolge eines technischen Defekts. Dadurch gelangte Hill in die Spitzenposition, die er für den Rest des Rennens nicht mehr abgab.
Aufgrund zahlreicher Unfälle und technischer Defekte waren bereits nach 16 Runden nur noch fünf Fahrzeuge im Rennen. Da Hulme einen Boxenstopp einlegen musste, gelangte Attwood auf den zweiten Rang und Bianchi auf den dritten. Für beide war dies die jeweils erste und einzige Podiumsplatzierung ihrer Grand-Prix-Karriere. Scarfiotti wurde Vierter. Einen weiteren Grand Prix erlebte er nicht, da er zwei Wochen später beim Training für ein Bergrennen auf der Roßfeldhöhenringstraße starb.

## Meldeliste
| Team                          | Nr. | Fahrer               | Chassis      | Motor                    | Reifen |
| ----------------------------- | --- | -------------------- | ------------ | ------------------------ | ------ |
| Matra Sports                  | 01  | Jean-Pierre Beltoise | Matra MS11   | Matra MS9 3.0 V12        | D      |
| Brabham Racing Organisation   | 02  | Jack Brabham         | Brabham BT26 | Repco 860 3.0 V8         | G      |
| Brabham Racing Organisation   | 03  | Jochen Rindt         | Brabham BT24 | Repco 740 3.0 V8         | G      |
| Owen Racing Organisation      | 04  | Pedro Rodríguez      | BRM P133     | BRM P142 3.0 V12         | G      |
| Owen Racing Organisation      | 15  | Richard Attwood      | BRM P126     | BRM P142 3.0 V12         | G      |
| Cooper Car Company            | 06  | Ludovico Scarfiotti  | Cooper T86B  | BRM P142 3.0 V12         | G      |
| Cooper Car Company            | 07  | Lucien Bianchi       | Cooper T86B  | BRM P142 3.0 V12         | G      |
| Honda Racing                  | 08  | John Surtees         | Honda RA301  | Honda RA301E 3.0 V12     | F      |
| Gold Leaf Team Lotus          | 09  | Graham Hill          | Lotus 49B    | Ford Cosworth DFV 3.0 V8 | F      |
| Gold Leaf Team Lotus          | 10  | Jackie Oliver        | Lotus 49     | Ford Cosworth DFV 3.0 V8 | F      |
| Matra International (Tyrrell) | 11  | Johnny Servoz-Gavin  | Matra MS10   | Ford Cosworth DFV 3.0 V8 | D      |
| Bruce McLaren Motor Racing    | 12  | Denis Hulme          | McLaren M7A  | Ford Cosworth DFV 3.0 V8 | G      |
| Bruce McLaren Motor Racing    | 14  | Bruce McLaren        | McLaren M7A  | Ford Cosworth DFV 3.0 V8 | G      |
| Reg Parnell Racing            | 16  | Piers Courage        | BRM P126     | BRM P142 3.0 V12         | G      |
| Rob Walker Racing             | 17  | Joseph Siffert       | Lotus 49     | Ford Cosworth DFV 3.0 V8 | F      |
| Joakim Bonnier Racing Team    | 18  | Joakim Bonnier       | McLaren M5A  | BRM P142 3.0 V12         | G      |
| Anglo American Racers         | 19  | Dan Gurney           | Eagle T1G    | Weslake 58 3.0 V12       | G      |
| Charles Vögele Racing         | 21  | Silvio Moser         | Brabham BT20 | Repco 620 3.0 V8         | G      |

## Klassifikationen

### Startaufstellung
| Pos. | Fahrer               | Konstrukteur   | Zeit   | Ø-Geschwindigkeit | Start |
| ---- | -------------------- | -------------- | ------ | ----------------- | ----- |
| 01   | Graham Hill          | Lotus-Ford     | 1:28,2 | 128,367 km/h      | 01    |
| 02   | Johnny Servoz-Gavin  | Matra-Ford     | 1:28,8 | 127,500 km/h      | 02    |
| 03   | Joseph Siffert       | Lotus-Ford     | 1:28,8 | 127,500 km/h      | 03    |
| 04   | John Surtees         | Honda          | 1:29,1 | 127,071 km/h      | 04    |
| 05   | Jochen Rindt         | Brabham-Repco  | 1:29,2 | 126,928 km/h      | 05    |
| 06   | Richard Attwood      | B.R.M.         | 1:29,6 | 126,362 km/h      | 06    |
| 07   | Bruce McLaren        | McLaren-Ford   | 1:29,6 | 126,362 km/h      | 07    |
| 08   | Jean-Pierre Beltoise | Matra          | 1:29,7 | 126,221 km/h      | 08    |
| 09   | Pedro Rodríguez      | B.R.M.         | 1:30,4 | 125,243 km/h      | 09    |
| 10   | Denis Hulme          | McLaren-Ford   | 1:30,4 | 125,243 km/h      | 10    |
| 11   | Piers Courage        | B.R.M.         | 1:30,6 | 124,967 km/h      | 11    |
| 12   | Jack Brabham         | Brabham-Repco  | 1:31,2 | 124,145 km/h      | 12    |
| 13   | Jackie Oliver        | Lotus-Ford     | 1:31,7 | 123,468 km/h      | 13    |
| 14   | Lucien Bianchi       | Cooper-B.R.M.  | 1:31,9 | 123,199 km/h      | 14    |
| DNQ  | Joakim Bonnier       | McLaren-B.R.M. | 1:32,1 | 122,932 km/h      | –     |
| DNQ  | Silvio Moser         | Brabham-Repco  | 1:32,4 | 122,532 km/h      | –     |
| 17   | Ludovico Scarfiotti  | Cooper-B.R.M.  | 1:32,9 | 121,873 km/h      | 15    |
| 18   | Dan Gurney           | Eagle-Weslake  | 1:32,9 | 121,873 km/h      | 16    |

### Rennen
| Pos. | Fahrer               | Konstrukteur  | Runden | Stopps | Zeit       | Start | Schnellste Runde |
| ---- | -------------------- | ------------- | ------ | ------ | ---------- | ----- | ---------------- |
| 01   | Graham Hill          | Lotus-Ford    | 80     | 0      | 2:00:32,3  | 01    |                  |
| 02   | Richard Attwood      | B.R.M.        | 80     | 0      | + 2,2      | 06    | 1:28,1 (80.)     |
| 03   | Lucien Bianchi       | Cooper-B.R.M. | 76     | 0      | + 4 Runden | 14    |                  |
| 04   | Ludovico Scarfiotti  | Cooper-B.R.M. | 76     | 2      | + 4 Runden | 15    |                  |
| 05   | Denis Hulme          | McLaren-Ford  | 73     | 1      | + 7 Runden | 10    |                  |
| –    | John Surtees         | Honda         | 16     | 0      | DNF        | 04    |                  |
| –    | Pedro Rodríguez      | B.R.M.        | 16     | 0      | DNF        | 09    |                  |
| –    | Joseph Siffert       | Lotus-Ford    | 12     | 0      | DNF        | 03    |                  |
| –    | Jean-Pierre Beltoise | Matra         | 11     | 0      | DNF        | 08    |                  |
| –    | Piers Courage        | B.R.M.        | 11     | 1      | DNF        | 11    |                  |
| –    | Dan Gurney           | Eagle-Weslake | 9      | 0      | DNF        | 16    |                  |
| –    | Jochen Rindt         | Brabham-Repco | 8      | 0      | DNF        | 05    |                  |
| –    | Jack Brabham         | Brabham-Repco | 7      | 0      | DNF        | 12    |                  |
| –    | Johnny Servoz-Gavin  | Matra-Ford    | 3      | 0      | DNF        | 02    |                  |
| –    | Bruce McLaren        | McLaren-Ford  | 0      | 0      | DNF        | 07    | –                |
| –    | Jackie Oliver        | Lotus-Ford    | 0      | 0      | DNF        | 13    | –                |

## WM-Stände nach dem Rennen
Die ersten sechs des Rennens bekamen 9, 6, 4, 3, 2, 1 Punkte. Die besten fünf Ergebnisse der ersten sechs und der zweiten sechs Rennen zählten zur Meisterschaft. In der Konstrukteurswertung zählten dabei nur die Punkte des bestplatzierten Fahrers eines Teams.

### Fahrerwertung
| Pos. | Fahrer               | Konstrukteur                 | Punkte |
| ---- | -------------------- | ---------------------------- | ------ |
| 01   | Graham Hill          | Lotus-Ford                   | 24     |
| 02   | Denis Hulme          | McLaren-Ford                 | 10     |
| 03   | Jim Clark †          | Lotus-Ford                   | 9      |
| 04   | Richard Attwood      | B.R.M.                       | 6      |
| 05   | Ludovico Scarfiotti  | Cooper-B.R.M.                | 6      |
| 06   | Jochen Rindt         | Brabham-Repco                | 4      |
| 07   | Lucien Bianchi       | Cooper-B.R.M.                | 4      |
| 08   | Brian Redman         | Cooper-B.R.M.                | 4      |
| 09   | Chris Amon           | Ferrari                      | 3      |
| 10   | Jean-Pierre Beltoise | Matra-Ford                   | 3      |
| 11   | Joseph Siffert       | Lotus-Ford / Cooper-Maserati | 0      |
| 12   | John Surtees         | Honda                        | 0      |
| 13   | John Love            | Brabham-Repco                | 0      |
| –    | Jackie Pretorius     | Brabham-Climax               | 0      |
| –    | Dan Gurney           | Eagle-Weslake                | 0      |

| Pos. | Fahrer              | Konstrukteur    | Punkte |
| ---- | ------------------- | --------------- | ------ |
| –    | Jacky Ickx          | Ferrari         | 0      |
| –    | Joakim Bonnier      | Cooper-Maserati | 0      |
| –    | Jackie Stewart      | Matra-Ford      | 0      |
| –    | Sam Tingle          | LDS-Repco       | 0      |
| –    | Basil van Rooyen    | Cooper-Climax   | 0      |
| –    | Pedro Rodríguez     | B.R.M.          | 0      |
| –    | Jack Brabham        | Brabham-Repco   | 0      |
| –    | Andrea de Adamich   | Ferrari         | 0      |
| –    | Mike Spence †       | B.R.M.          | 0      |
| –    | Dave Charlton       | Brabham-Repco   | 0      |
| –    | Bruce McLaren       | McLaren-Ford    | 0      |
| –    | Piers Courage       | B.R.M.          | 0      |
| –    | Johnny Servoz-Gavin | Matra-Ford      | 0      |
| –    | Jackie Oliver       | Lotus-Ford      | 0      |

### Konstrukteurswertung
| Pos. | Konstrukteur  | Punkte |
| ---- | ------------- | ------ |
| 01   | Lotus-Ford    | 27     |
| 02   | McLaren-Ford  | 8      |
| 03   | Cooper-B.R.M. | 8      |
| 04   | B.R.M.        | 6      |
| 05   | Brabham-Repco | 4      |
| 06   | Ferrari       | 3      |
| 07   | Matra-Ford    | 3      |

| Pos. | Konstrukteur    | Punkte |
| ---- | --------------- | ------ |
| 08   | McLaren-B.R.M.  | 2      |
| 09   | Cooper-Maserati | 0      |
| 10   | Honda           | 0      |
| –    | Brabham-Climax  | 0      |
| –    | Eagle-Weslake   | 0      |
| –    | LDS-Repco       | 0      |